# Суп Кафки: Полная история мировой литературы в 14 рецептах
Суп Кафки: Полная история мировой литературы в 14 рецептах (англ. Kafka’s Soup: A Complete History of World Literature in 14 Recipes) — книга лондонского фотографа Марка Крика, представляет собой четырнадцать небольших пародий на разных писателей под видом рецептов блюд. Издана в оригинале в 2005 году. Переведена с английского в 2007 году Михаилом Абушиком (12 из 14 рецептов), Дмитрием Симановским («Жирный шоколадный торт а-ля Ирвин Уэлш»), Сергеем Сухарёвым («Пирог с луком а-ля Джеффри Чосер»).

## Список рецептов
1. Молодой барашек в укропном соусе а-ля Раймонд Чандлер.
2. Яйца с эстрагоном а-ля Джейн Остин.
3. Суп мисо быстрого приготовления а-ля Франц Кафка.
4. Жирный шоколадный торт а-ля Ирвин Уэлш.
5. Тирамису а-ля Марсель Пруст.
6. Петух в вине а-ля Габриэль Гарсиа Маркес.
7. Рисотто с грибами а-ля Джон Стейнбек.
8. Очищенные от костей фаршированные цыплята а-ля маркиз де Сад.
9. Вишневый пирог «Клафути-грандмэр» а-ля Вирджиния Вулф.
10. Фенката а-ля Гомер.
11. Цыплёнок по-вьетнамски а-ля Грэм Грин.
12. Камбала по-дьеппски а-ля Хорхе Луис Борхес.
13. Тосты с сыром а-ля Гарольд Пинтер.
14. Пирог с луком а-ля Джеффри Чосер.

## Цитаты
- «„Калуа“, конечно, для девочек, знаю, но с пирогом потянет».

- «Из Блумсбери суровая жена

за стол воссесть бестрепетно должна: 

поток её сознанья ценит Бог - 

и за фруктовый наградит пирог».
- «Читатель, признайся, что годы воздержания и наивная вера в низкокалорийный йогурт не спасли тебя от большого живота, двойного подбородка и ослабленного полового влечения».